# Manakula-Vinayagar-Tempel

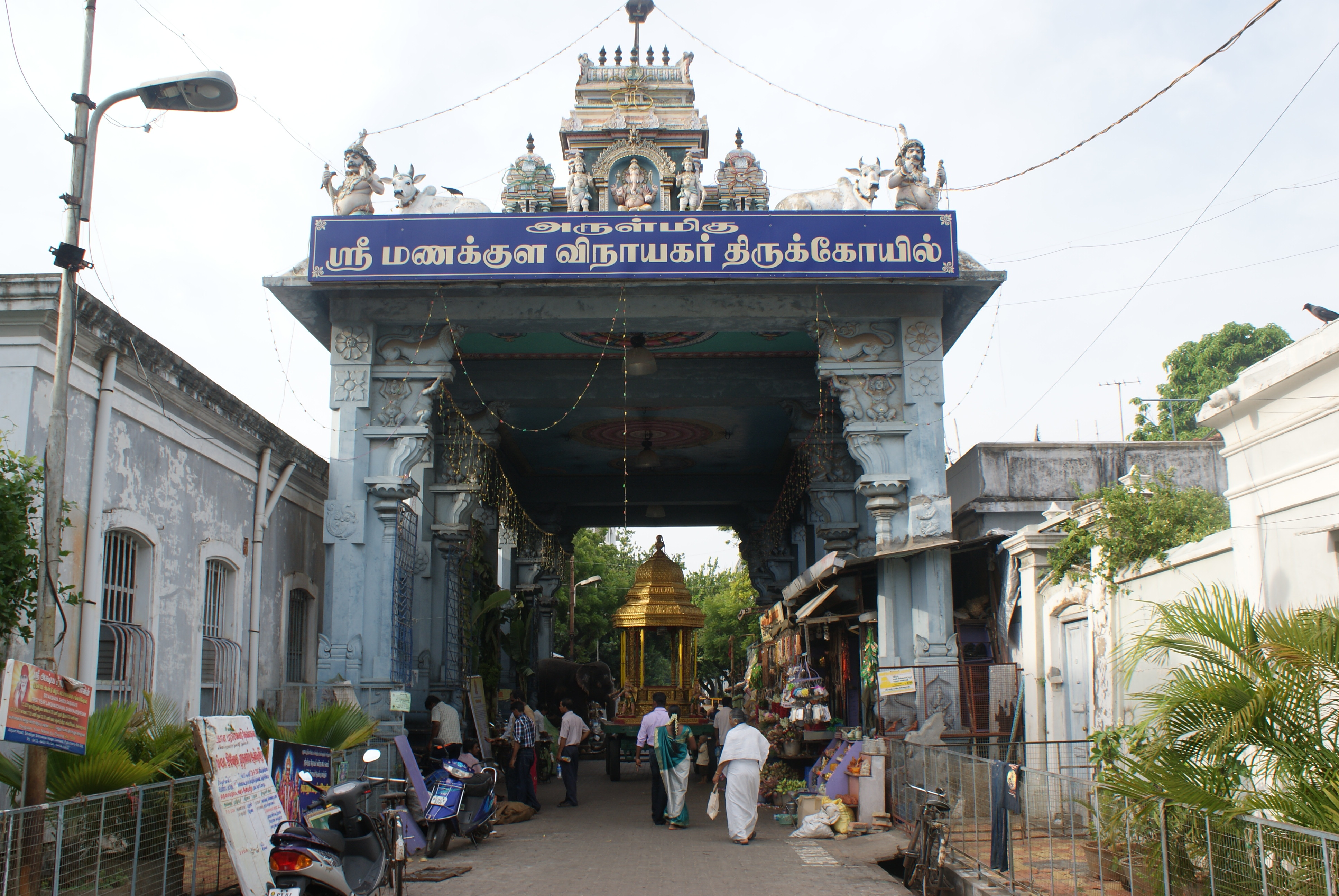
Vorbau des Manakula-Vinayagar-Tempels, der Tempel befindet sich links

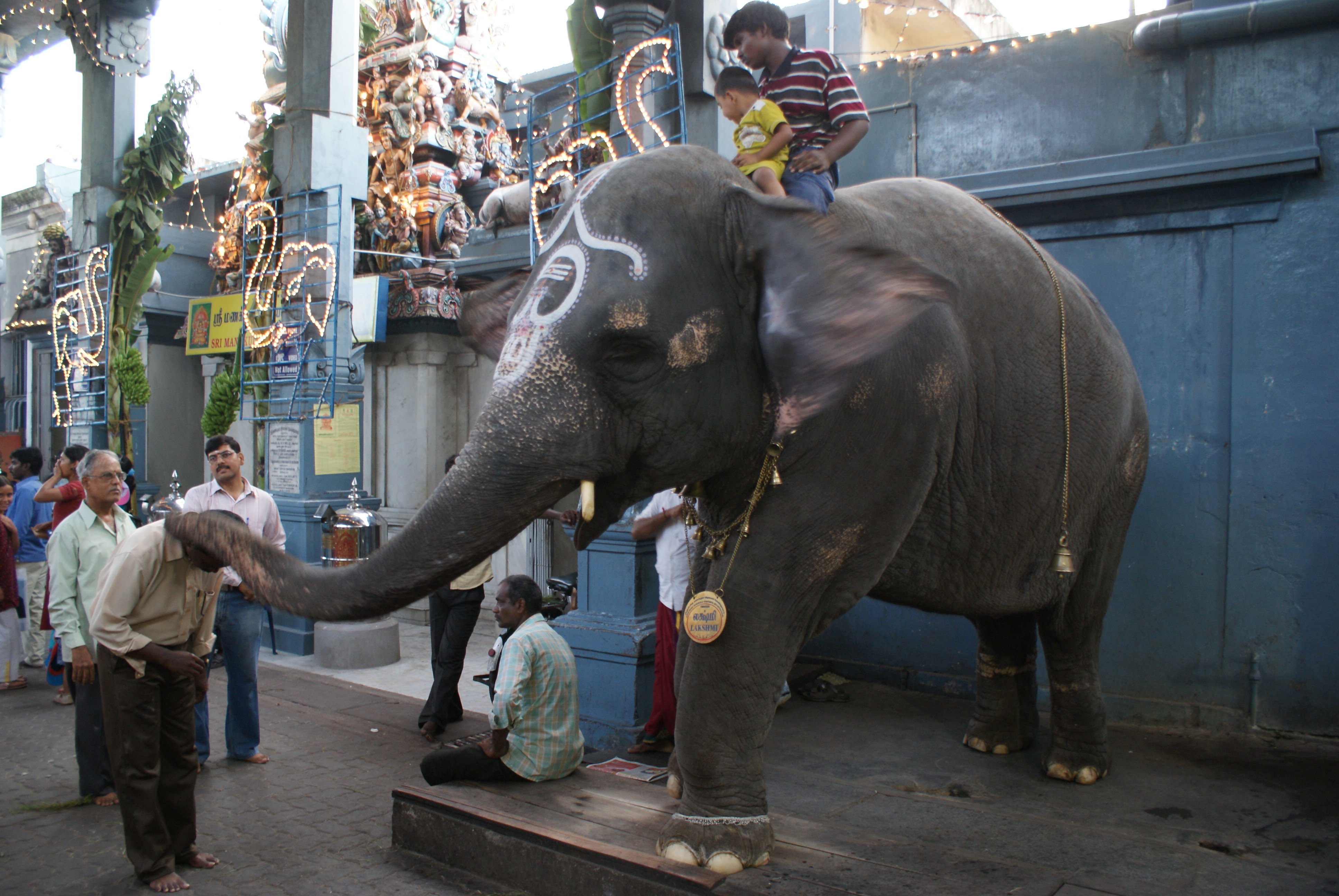
Tempelelefant vor dem Eingang

Der Manakula-Vinayagar-Tempel (Tamil: மணக்குள விநாயகர் கோவில் Maṇakkula Vināyakar Kōvil [ˈmaɳəkːulə ʋiˈnaːjəɡər ˈkoːʋil]) ist ein Hindutempel in der Stadt Puducherry (Pondicherry) im Süden Indiens. Er ist dem Gott Ganesha (Vinayagar) geweiht und gehört zu den bekanntesten Tempeln Puducherrys.
Der Manakkula-Vinayagar-Tempel befindet sich in der sogenannten Ashram Area im Zentrum Puducherrys unweit des Sri Aurobindo Ashrams nördlich vom zentralen Bharathi Park (Government Park). Der Tempel wird von der Jawaharlal Nehru Street im Süden, der Manakula Vinayagar Koil Street im Osten und der Law de Lauriston Street im Norden begrenzt. Das Gebäude hat eine Grundfläche von 735 Quadratmetern. Auffälligstes Merkmal des Tempels ist der große Überbau (Pandal) der die an dieser Stelle für den Verkehr gesperrte Manakula Vinayagar Koil Street vor dem Tempeleingang überspannt. Über dem Eingang befindet sich ein kleiner Gopuram (Torturm), ansonsten hebt sich der gedrungene Tempelbau nicht aus der umliegenden Häuserfront hervor. Den Mittelpunkt des Tempelinneren bildet der von einem goldenen Türmchen (Vimana) bekrönte Hauptschrein mit einem Götterbild Ganeshas. Dem Hauptschrein vorgelagert ist ein Vorraum, welcher von einem Wandelgang (Prakara) umgeben wird.
Hauptgottheit des Manakula-Vinayagar-Tempels ist der elefantenköpfige Gott Ganesha, der bei den Tamilen meist Vinayaka bzw. in der tamilischen Namensform Vinayagar genannt wird. Der Name Manakula Vinayagar bedeutet „Sandteich-Vinayaka“ und soll auf einen sandigen Teich hinweisen, der sich ehemals nahe dem Tempel befand. Angeblich soll der Manakula-Vinayagar-Tempel schon vor Beginn der französischen Herrschaft in Puducherry (1673) existiert haben. Eine Legende besagt, die Kolonialherren hätten mehrmals versucht, das Götterbild ins Meer zu werfen, dieses sei aber stets auf wundersame Weise in den Tempel zurückgekehrt.
Der Tempelelefant des Manakula-Vinayagar-Tempels, der am Eingang des Tempels stehend die Tempelbesucher gegen eine Geldspende mit seinem Rüssel segnete, war lange Zeit eine bekannte Attraktion für Einwohner Puducherrys wie für Touristen. Die Elefantenkuh Lakshmi war 1995 dem Tempel geschenkt worden. 2022 verstarb sie im Alter von 32 Jahren.